# Георги Христов (журналист)
Вижте пояснителната страница за други личности с името Георги Христов.
Георги Стоев Христов с псевдоним Ян Пирински е публицист и поет от България с македонско национално съзнание, агент на Държавна сигурност.

## Биография
Роден е на 17 май 1931 година в село Яново, община Сандански. Работи като управител на почивна станция, служител в Окръжния народен съвет на Благоевград, учител по български език и литература, окръжен социален инспектор и други. Пише стихове, някои от тях са публикувани във вестник „Пиринско дело“.
Бил е вербуван от служител на ДС, когато е бил 24-годишен (1955 г.), работил е с агентурни имена Руси и Слави. Секретната му дейност се е водила на отчет в Районното управление на МВР в Сандански, Областното управление на МВР във Варна и в структурите на Държавна сигурност в Благоевград.
От 1992 година е главен редактор на вестника с подчертана анти-българска македонистка ориентация „Народна воля“ и системно провежда анти-българска дейност. Живее в Благоевград.
Негов брат е журналистът Александър Христов.
Почива на 11 ноември 2021 от Ковид-19.